# ハマスゲ
ハマスゲ (浜菅、学名: Cyperus rotundus) は、乾地に生えるカヤツリグサの1種。雑草としてよく見かけられ、また薬草として利用される。中国名は香附子（別名：莎草）。

## 分布と生育環境
日本の本州（主に関東以西）から九州、琉球列島にかけて、日本国外では世界の熱帯から亜熱帯域に広く分布する。
乾燥に強く、日ざしの強い乾いた地によく成育する。砂浜にも出現し、名前もこれによるものであるが、実際には雑草として庭や畑、道端で見かけることの方が多い。強い日射や乾燥にも強く、舗装道路の路傍にもよく出現する。時にはアスファルト舗装を突き破って生えているのを見かける。地上部を注意深く引っ張っても、地下にある塊状の根茎があるため根元で切れてしまい、地面を掘り返す以外に除草が困難な雑草である。

## 形態・生態
ハマスゲは単子葉植物カヤツリグサ科カヤツリグサ属の植物である。スゲと名が付いているがスゲ属ではない。ほぼ一年中目につく多年草である。草丈は30センチメートル (cm) 前後で、草丈は低いほうなので藪になるようなことはない。
地下に紡錘形の根茎を持ち、細い縄のような匍匐茎を伸ばして広がる。新芽が伸び進む力が強力で、アスファルトで覆っても突き破ってくるほどである。まばらな群落を作るが、それほど大きな集団を見ることは少ない。
根出葉をよく発達させる。葉は細くて長く、幅3ミリメートル (mm) 内外、長さ15 cmほどで、深緑で強い光沢があり、それほど硬くはなくてざらつかない。先端はゆるやかに垂れる。主脈の両側に膝があって断面は浅くM字状。
花期は初夏から秋で、花茎を伸ばし、花茎はまっすぐ立ち、やや細くて深緑、やはり強い照りがある。花茎の先端に花序をつけ、花序の基部に3枚の苞がついており、長いものは花序より長いが、あまり目立たない。花序は1回だけ分枝する。小穂は長さ1.5 - 3 cm程度の線形で、互いにやや寄り合って数個ずつの束を作る。小穂の鱗片は赤褐色で艶があるが、やや色が薄い場合もある。果実は鱗片の半分程度。

## 生薬
薬草としては古くからよく知られたもので、正倉院の薬物中からも見つかっている。
生薬名としては香附子（こうぶし）とよばれ、秋から翌春にかけて肥大した根茎を掘り取って乾燥させたものを用いる。漢方では芳香性健胃、浄血、通経、沈痙の効能があるとされる。成分としては精油0.6 - 1%を含み、これにはα-キペロン、キペロール、インキペロール、キペレンなどが含まれる。現在は主として中国、韓国、北朝鮮、ベトナムからの輸入によっている。香蘇散、女神散などの漢方方剤に配合される。民間療法では、根茎を乾燥させて茶にして飲用する方法が知られる。
2000年前にスーダンで暮らしていた人々の遺骨の分析から、当時の人々はハマスゲを食べていたことがわかった。また、彼らは驚くほど健康な歯を持っており、それはハマスゲの抗菌作用による可能性があることが示唆された

## 近似種

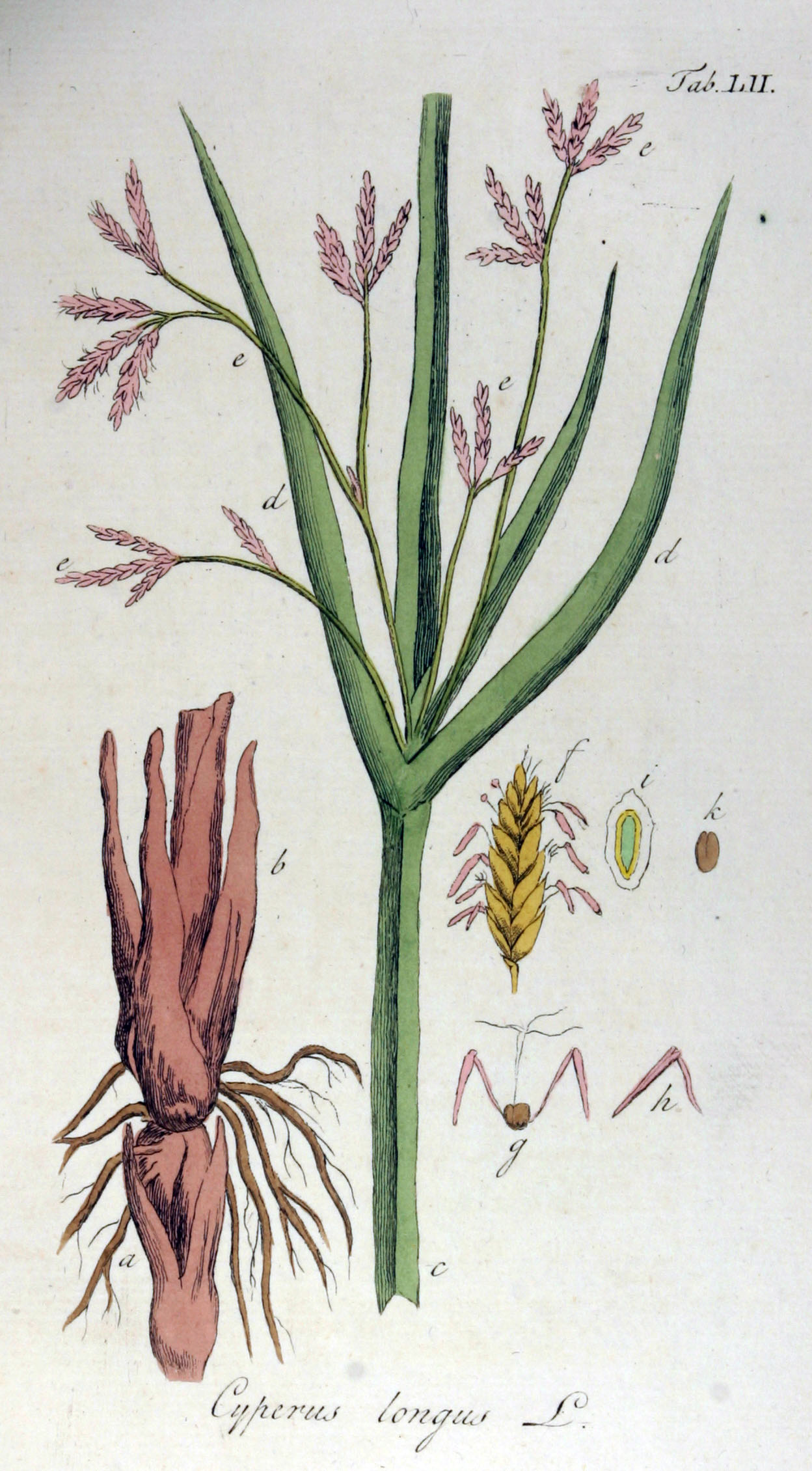
セイタカハマスゲ

カヤツリグサ属で本土において同様な場所に出現する種としては、カヤツリグサ、イヌクグ、クグガヤツリなどがあるが、これらは根出葉がそれほど発達せず、また小穂もそれほど色づかないので、形も見かけもかなり異なる。八重山には類似のスナハマスゲ (Cyperus stoloniferus Retz.) が自生する。より小穂が太いのが特徴である。

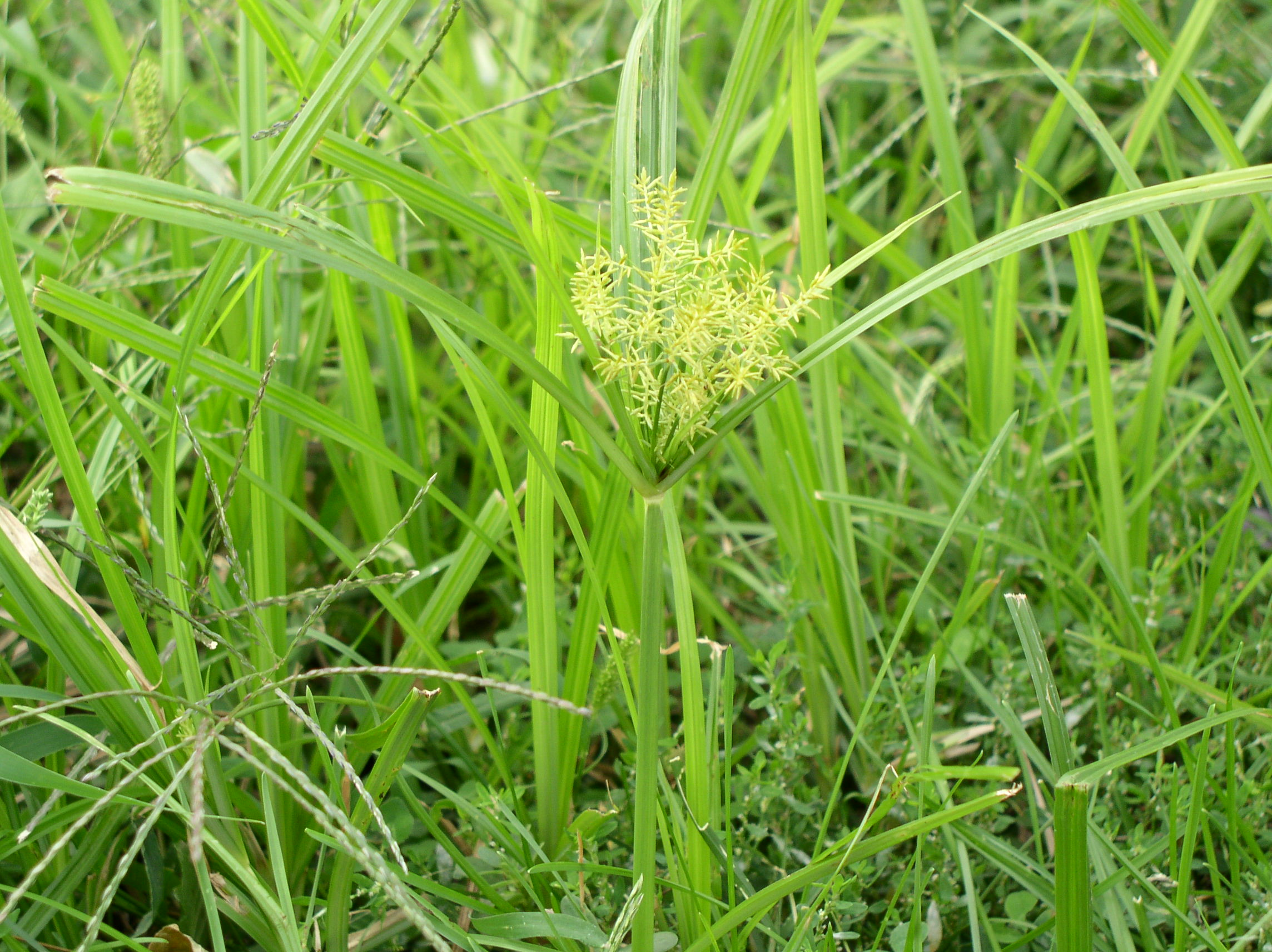
キハマスゲ

近年の帰化植物にセイタカハマスゲ (Cyperus longus L.) と ショクヨウガヤツリ (別名: キハマスゲ、学名: Cyperus esculentus L.) がある。前者はハマスゲに似てより大型、根本に根茎ができない（右図）。後者は穂が黄色っぽい（左写真）。
なお、屋久島から知られるヤクシマハマスゲ (Carex yakusimensis) はスゲ属である。